# 生名港

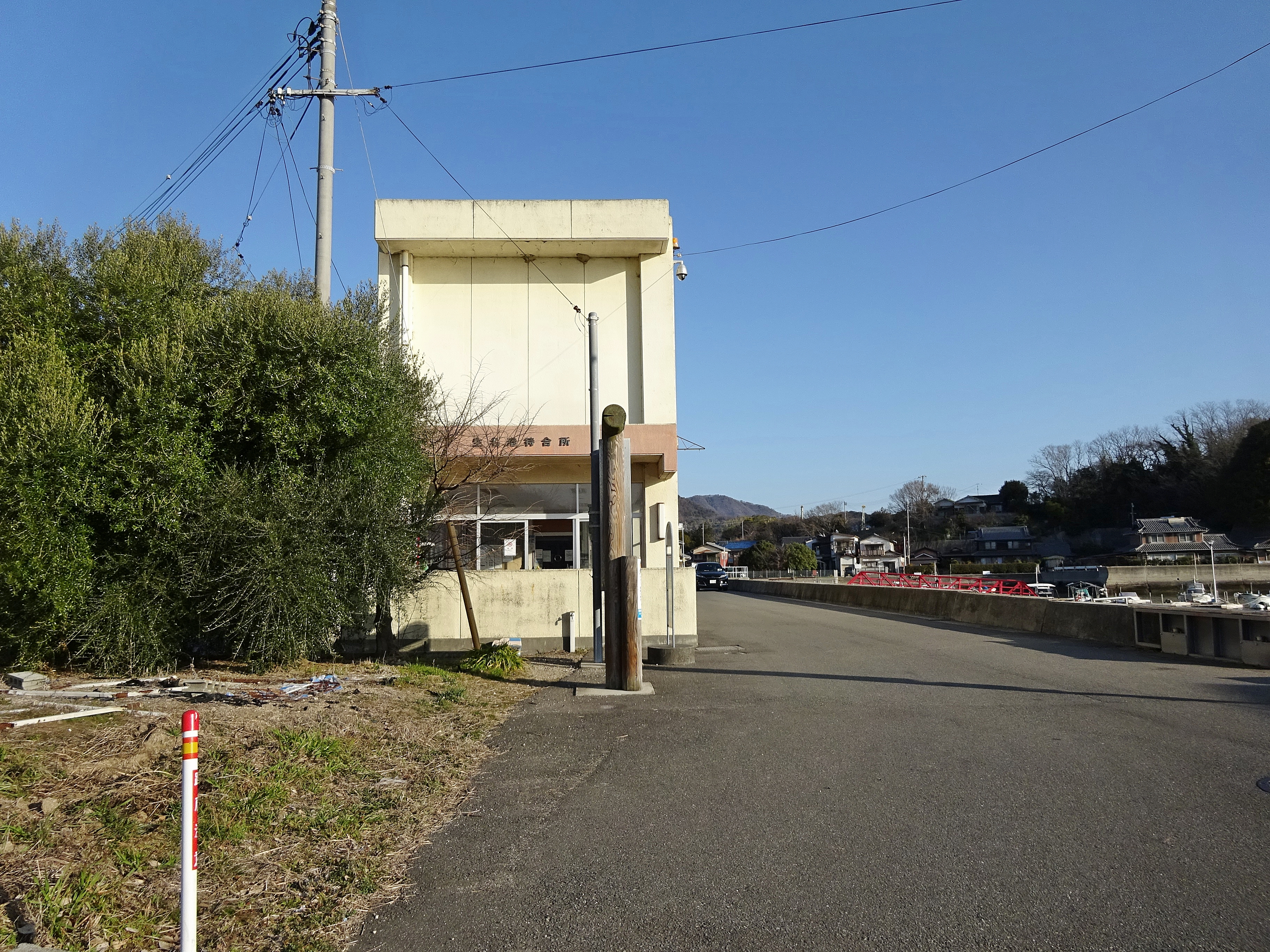
生名港待合所

生名港（いきなこう）は、愛媛県越智郡上島町生名（生名島）にある港湾。管理者は上島町。地方港湾。 

## 航路
芸予汽船
- 今治港（今治市） - 友浦（大島）- 木浦（伯方島）- 岩城港（岩城島） - 佐島港（佐島） - 弓削港（弓削島）- 生名港 - 土生港（因島）